# Bluebeard's Eighth Wife
Bluebeard's Eighth Wife (bra: A Oitava Esposa do Barba Azul ou A Oitava Esposa de Barba Azul ou A Oitava Esposa de Barba-Azul; prt: A Oitava Mulher do Barba Azul) é um filme estadunidense de 1938, do gênero comédia romântica, dirigido por Ernst Lubitsch, e estrelado por Claudette Colbert e Gary Cooper. O roteiro de Charles Brackett e Billy Wilder foi baseado na peça teatral "La huitième femme de Barbe-Bleue" (1921), de Alfred Poznański; e na adaptação teatral homônima do mesmo ano, de Charlton Andrews.
A trama retrata a história de um milionário envolvido em uma confusão ao se casar pela oitava vez. O título do filme faz referência a Barba Azul, um personagem de contos infantis.
A produção marcou a primeira colaboração entre os roteiristas Brackett e Wilder, que trabalharam juntos inúmeras vezes depois.
Em 1923, a peça teatral já havia sido transformada em um filme homônimo, dirigido por Sam Wood, e estrelado por Gloria Swanson. A refilmagem com Colbert fracassou nas bilheterias, levando a Paramount Pictures a liberar Lubitsch para ir para a Metro-Goldwyn-Mayer.

## Sinopse
Michael Brandon (Gary Cooper) é um homem multimilionário que já se divorciou sete vezes. Pronto para se casar novamente, ele conhece a bela Nicole de Loiselle (Claudette Colbert) na Riviera Francesa. Apaixonado, pede a mão dela. Nicole resiste por achá-lo meio arrogante, mas acaba convencida pelo pai, o Marquês de Loiselle (Edward Everett Horton), que está sem um tostão. Na festa de noivado, a mulher descobre tudo sobre o passado de Michael e, furiosa, consegue um vantajoso acordo pré-nupcial. Após o casamento, entretanto, além de recusar-se a consumá-lo, Nicole ainda finge um romance com Albert de Regnier (David Niven), um amigo. Tudo isso leva Michael à loucura.

## Elenco
- Claudette Colbert como Nicole de Loiselle
- Gary Cooper como Michael Brandon
- Edward Everett Horton como Marquês de Loiselle
- David Niven como Albert de Regnier
- Elizabeth Patterson como Tia Hedwige
- Herman Bing como Monsenhor Pepinard
- Warren Hymer como Kid Mulligan
- Franklin Pangborn como Gerente Assistente do Hotel
- Armand Cortes como Gerente Assistente do Hotel
- Rolfe Sedan como Andarilho
- Lawrence Grant como Professor Urganzeff
- Lionel Pape como Monsenhor Potin
- Tyler Brooke como Atendente
- Leon Ames como Ex-motorista (não-creditado)

## Produção
Depois que Billy Wilder assinou um contrato de trabalho com a Paramount Pictures em 1936, Manny Wolf, editor de histórias e chefe do departamento de roteiristas da Paramount, uniu-o com Charles Brackett. Wolf sugeriu a Lubitsch que Wilder escrevesse o roteiro de "Bluebeard's Eighth Wife" junto com o jovem Brackett, influenciando-o a escrever algo mais moderno. Sob a supervisão de Lubitsch, Wilder e Brackett passaram um ano co-escrevendo o roteiro. As filmagens começaram em 11 de outubro de 1937 e terminaram em janeiro de 1938, com um custo total de US$ 1.3 milhão.

## Recepção
Frank Nugent, em sua crítica para o The New York Times, escreveu que "embora não seja uma comédia ruim para nossos atuais padrões deprimidos, é difícil tentar fazer com que Gary Cooper seja um milionário multi-casado".
A revista Variety escreveu que o filme "é um entretenimento leve e às vezes brilhante, mas fica um pouco cansativo, apesar de seu tempo de execução comparativamente moderado ... O roteiro de Brackett e Wilder é muitas vezes brilhante, mas ilógico e frágil".

Abel Green, também da revista, escreveu: 
"Depois que é estabelecida a premissa de que Claudette Colbert quer desmascarar o milionário Gary Cooper, que compra suas esposas – sete delas antes dela – da mesma forma que compra um carro de luxo, fazendo acordos pré-nupciais, etc., torna-se uma farsa sempre óbvia".
Kayla McCulloch, em sua crítica para o Cinema St. Louis, escreveu: 
"Em O Amor Não Tira Férias (2006), de Nancy Meyers, Arthur (Eli Wallach), um idoso roteirista que atingiu seu auge durante a Era de Ouro de Hollywood, descreve um encontro adorável ao parafrasear a abertura de Bluebeard's Eighth Wife, de Ernst Lubitsch". 

## Música
- "Lookie, Lookie, Lookie, Here Comes Cookie"
  - letra de Mack Gordon, cantada por Gary Cooper.

## Mídia doméstica
Em 2009, a Universal Vault Session lançou o filme como parte da box set "The Claudette Colbert Collection", que incluiu "Three-Cornered Moon" (1933), "Maid of Salem" (1937), "I Met Him in Paris" (1937), "No Time for Love" (1943) e "The Egg and I" (1947).